# Bataille de Tuttlingen
Guerre de Trente Ans
Batailles
La bataille de Tuttlingen opposa le 24 novembre 1643 les armées du Saint-Empire romain germanique de Franz von Mercy, de Jean de Werth et de Charles IV de Lorraine aux Français, commandés par Josias Rantzau.

## La bataille
L'attaque surprise des forces impériales poussa l'armée d'Allemagne à se retirer de l'autre côté du Rhin.

## Bilan
Les Français battus, laissèrent sur le terrain environ 7 000 prisonniers dont le mestre de camp du régiment de Montausier, Charles de Sainte-Maure, duc de Montausier et le commandant en chef de l'armée d'Allemagne Josias Rantzau.
En 1644, les affaires changèrent de face par l'arrivée du duc d'Enghien et de Turenne.